# Lake, Virginia
Lake là một cộng đồng chưa hợp nhất tại Hạt Northumberland, Virginia, Hoa Kỳ. Lake nằm trên sông Coan, một nhánh của thủy triều sông Potomac.